# 宝生寺 (淡路市)
宝生寺（ほうしょうじ）は、兵庫県淡路市にある高野山真言宗の寺院。山号は十輪山。本尊は地蔵菩薩。

## 歴史
寺伝では、天平13年（740年）に聖武天皇の勅命を受けた行基によって、行基が自ら彫り上げた地蔵菩薩を本尊として建立されたとする。
この地蔵菩薩像は日限地蔵尊と呼ばれ、霊験あらたかな尊像として祀られたという。
西に隣接して春日神社があり、当寺はその神宮寺だったようであるが、明治時代になると神仏分離により春日神社は当寺から独立した。
2023年（令和5年）4月現在、本堂は老朽化のため建て替え中である。

## 境内
- 本堂
- 庫裏
- 修行大師像 - 修行中の弘法大師空海の像。
- 長寿橋 - この橋を渡ると長生きするという。

## 前後の札所
淡路四国八十八ヶ所霊場
74 蓮花寺 - 75 宝生寺 - 76 正法寺
淡路島七福神（寿老人）

## 所在地
- 兵庫県淡路市里326[1]